# Геохімія гіпергенезу
Геохімія гіпергенезу, Геохімія процесів вивітрення — розділ геохімії, що вивчає сукупність процесів, які призводять до руйнування одних мінералів та гірських порід і утворення інших у поверхневих частинах Землі під дією атмосферних та біосферних факторів.
Головним джерелом енергії цих процесів є Сонце (сонячна енергія). Процеси фізичного руйнування, які супроводжуються процесами окиснення, гідратації, дії кислот (особливо органічного походження — вуглекислоти, гумінових кислот тощо) призводять до перерозподілу хімічних елементів, руйнуванню хімічних ґраток і перетворенню мінеральних речовин з подальшим їх виносом.
В результаті процесів гіпергенезу утворюються каолінові, монтморилонітові та ін. типи глин, залізні і марганцеві руди, поклади солей тощо. Гіпергенез — потужний процес, що перетворює кристалічні речовини планети і значною мірою визначає сольовий склад океанічних та всіх інших вод.

## Приклад
Наприклад, лужні метали, особливо, Na, та лужні землі Mg і Са виносяться у водойми;Al2O3, Fe2O3 і ряд інших окислів утворюють гідрати, йде накопичення вільного SiO2 та ін.